# Eduardo Galeano
Eduardo Hughes Galeano (Montevideo, 3 de setembre de 1940 - Montevideo, 13 d'abril de 2015) va ser un periodista i escriptor uruguaià, una de les personalitats més destacades de la literatura iberoamericana.
Els seus llibres han estat traduïts a diversos idiomes. Els seus treballs transcendeixen gèneres ortodoxos, combinant documental, ficció, periodisme, anàlisi política i història. Galeano negava ser un historiador: "Sóc un escriptor que voldria contribuir al rescat de la memòria segrestada de tota Amèrica, però sobretot d'Amèrica Llatina, terra menyspreada i entranyable". Pot classificar-se com un periodista que estudia la globalització i els seus efectes negatius.

## Biografia

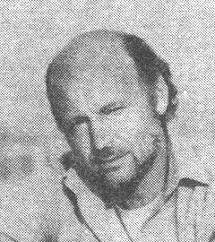
Eduardo Galeano l'any 1984.

És fill d'una família catòlica de classe mitjana amb ascendents britànics, alemanys, espanyols i italians. Durant la seva adolescència va transitar per diversos treballs: va ser mecànic de cotxes, recaptador, pintor de cartells, missatger, mecanògraf i caixer. A l'edat de 14 anys va vendre la seva primera caricatura política a El Sol, el periòdic setmanal del partit socialista.
Va començar la seva carrera com a periodista a principis dels anys 1960 com a editor de Marcha (1960-64), una revista que, sota la direcció de Carlos Quijano, va exercir forta influència en el pensament uruguaià de l'època i que va comptar amb contribucions tals com les de Mario Vargas Llosa, Mario Benedetti, Manuel Maldonado Denis i Roberto Fernández Retamar. Durant dos anys va editar el diari Época i va treballar com a editor en cap en la premsa universitària. El 1973 els militars van prendre el poder mitjançant un cop, i a causa de la seva participació en corrents marxistes (Tupamaros), Galeano va ser capturat i després forçat a escapar. Es va establir a l'Argentina, on va fundar la revista cultural Crisis.
El 1976, Jorge Rafael Videla va prendre el poder a l'Argentina mitjançant un cop militar que donaria origen a una dictadura, el seu nom es va afegir a la llista dels condemnats pels esquadrons de la mort, raó per la qual es va veure obligat a fugir novament, aquesta vegada a Catalunya, concretament a Barcelona, on va escriure la seva famosa trilogia Memoria del fuego.
Eduardo Galeano va viure des de 1985 -després de finalitzar la dictadura uruguaiana- en la seva Montevideo natal, on va seguir fent la seva literatura i el seu periodisme de marcat to polític.
L'any 2010 li fou concedit el Premi Internacional de Periodisme Manuel Vázquez Montalbán en la categoria de periodisme esportiu.

## Obres
- Les venes obertes d'Amèrica Llatina (1971) és la seva obra més coneguda,[4] una acta d'acusació a l'explotació de Llatinoamèrica per poders estrangers a partir del segle xv.
- Memoria del fuego, obra àmpliament aclamada pels crítics, és un relat de la història d'Amèrica dividit en tres volums. Els seus personatges són figures històriques, generals, artistes, revolucionaris, obrers, conquistadors i conquistats, qui són presentats en episodis breus que reflecteixen al seu torn la història colonial del continent. Comença pels mites de creació precolombins i culmina en l'dècada de 1980.

Ha estat guardonat amb el Premi Casa de las Américas en dues ocasions: el 1975 amb la novel·la La canción de nosotros, i el 1978 amb Días y noches de amor y de guerra, de gènere biogràfic.
Galeano ha estat comparat amb John Dos Passos i Gabriel García Márquez.

## En la cultura popular
- La banda veneçolana "Los Dólares" va publicar el 2003 un àlbum que és una interpretació musical del llibre Les venes obertes d'Amèrica Llatina.
- La banda argentina de rock/ska Los Fabulosos Cadillacs té un àlbum titulat "Rey Azúcar", que és el títol d'un dels capítols de les Les venes obertes, llibre que també dona nom a una de les cançons.
- El 2004, la banda mallorquina La Gran Orquestra Republicana publicà amb Güasa Records un disc amb el títol de "Abrazos", en el qual es fonen les seves pròpies lletres amb adaptacions dels textos d'Eduardo Galeano. La noche', El miedo global o La pequeña muerte són alguns dels textos que inclou l'àlbum.
- La banda argentina Shaila inclou un tram de "Les venes obertes d'Amèrica Llatina" en el tema "Sudamérica II - El Fracaso Regional" del seu disc Camino a Idilia. No és la primera vegada que Shaila s'identifica amb Galeano, ja que també s'al·ludeix a ell en els temes "Utopía" del disc El Engaño i en "La historia somnolienta de América Latina" del disc Mañanas.
- La banda espanyola de punk rock Disidencia de la comarca de l'Alcoià, també ha versionat un dels seus poemes "Los Nadies" al seu últim disc Antologia Poética Vol. I
- El grup valencià Aspencat Arxivat 2020-05-26 a Wayback Machine. també ha fet la introducció al tema "Futur nuvolat" del disc Naixen Primaveres Vol.6 amb el poema de Los nadies.
- El grup Speereth - Conflict Noise té una cançó que porta per títol Los Nadies, inspirada en el poema de Galeano.
- El grup xilè de reggae 12 tribus també té una cançó del segon disc, Subete, inspirada en el poema Los Nadies.
- El grup colombià Haga que pase[Enllaç no actiu] té una cançó inspirada en el poema Los Nadies.
- El tema "Fuori campo", del grup italià Modena City Ramblers, inclou una recitació de Luis Sepúlveda inspirada en Las venas abiertas de América Latina.

## Publicacions
- Los días siguientes (1962)
- China 1964: Crónica d'un desafío (1964)
- 1967- Los fantasmas del día del león y otros relatos (ficció)
- Guatemala, país ocupado (1967, literatura històrica)
- Reportajes: Tierras de Latinoamérica, otros puntos cardinales, y algo más (1967, literatura històrica)
- Siete imágenes de Bolivia (1971, literatura històrica)
- Les venes obertes d'Amèrica Llatina (1971, literatura històrica) (títol original: Las venas abiertas de América Latina)
- Crónicas latinoamericanas (1972, literatura històrica)
- Vagabundo (1973, novel·la)
- La canción de nosotros (1975) (novel·la)
- Conversaciones con Raimon (1977, novel·la)
- Días y noches de amor y de guerra (1978) (novel·la)
- La piedra que arde (1980, novel·la)
- Voces de nuestro tiempo (1981, literatura històrica)
- Memorias del fuego I - Los nacimientos (1982)
- Memorias del fuego II - Las caras y las máscaras (1984)
- Contraseña (1985, novel·la)
- Memorias del fuego III - El siglo del viento (1986)
- Aventuras de los jóvenes dioses (1986, ficció)
- Nosotros decimos no : Crónicas (1963-1988) (1989)
- El libro de los abrazos (1989)
- Las palabras andantes (1993, novel·la)
- El fútbol a sol y sombra (1995)
- Las aventuras de los dioses (1995)
- Patas arriba. La escuela del mundo al revés (1998)
- Bocas del tiempo.(2004)
- Espejos.(2008)
- Los hijos de los días.(2011)
- Mujeres. (2015)
- El cazador de historias. (2016)